# Glyptorhaestus punctatus
Glyptorhaestus punctatus là một loài tò vò trong họ Ichneumonidae.